# Janne Lahtela
Janne Petteri Lahtela (Kemijärvi, 28 de febrero de 1974) es un deportista finlandés que compitió en esquí acrobático, especialista en las pruebas de baches. Es primo del esquiador acrobático Sami Mustonen.
Participó en cinco Juegos Olímpicos de Invierno, entre los años 1992 y 2010, obteniendo en total dos medallas, oro en Salt Lake City 2002 y plata en Nagano 1998, ambas en la prueba de baches.
Ganó dos medallas en el Campeonato Mundial de Esquí Acrobático de 1999, oro en la prueba de baches y plata en los baches en paralelo. Además, en la Copa del Mundo fue el ganador de la clasificación general de la prueba de baches en tres temporadas y de la prueba de baches en paralelo en dos ocasiones.
Fue el abanderado de Finlandia en la ceremonia de apertura de los Juegos de Turín 2006. Después de estos Juegos, se retiró de la competición. Posteriormente, trabajó como entrenador del equipo japonés de esquí acrobático.

## Medallero internacional
| Juegos Olímpicos   | Juegos Olímpicos                | Juegos Olímpicos | Juegos Olímpicos   |
| Año                | Lugar                           | Medalla          | Prueba             |
| ------------------ | ------------------------------- | ---------------- | ------------------ |
| 1998               | Nagano (Japón)                  | Medalla de plata | Baches             |
| 2002               | Salt Lake City (Estados Unidos) | Medalla de oro   | Baches             |
| Campeonato Mundial |                                 |                  |                    |
| Año                | Lugar                           | Medalla          | Prueba             |
| 1999               | Meiringen (Suiza)               | Medalla de oro   | Baches             |
| 1999               | Meiringen (Suiza)               | Medalla de plata | Baches en paralelo |